# Народный банк Сербии
Народный банк Сербии (серб. Народна банка Србије / Narodna banka Srbije) — центральный банк Республики Сербия.

## История
Первые бумажные деньги (ассигнаты) были выпущены на территории Сербии в 1848 году в городах Сремски-Карловци и Суботица (Воеводина).
В 1876 году выпущены первые сербские банкноты казначейства.
2 июля 1884 года основан Привилегированный народный банк Сербского Королевства, получивший право выпуска банкнот, размениваемых на золото. В период австрийской оккупации во время Первой мировой войны банк находился в эмиграции во Франции. Законом от 26 января 1920 года банк преобразован в Народный банк Королевства сербов, хорватов и словенцев. В 1931 году банк переименован в Народный банк Королевства Югославия.
В 1941—1944 годах банк находился в эмиграции в Лондоне. На оккупированной территории Сербии был создан Сербский народный банк (Српска народна банка), выпускавший банкноты и монеты.
После освобождения Народный банк Королевства Югославия возобновил работу в Югославии. В 1946 году банк национализирован и переименован в Народный банк Федеративной Народной Республики Югославия. В 1963 году банк переименован в Народный банк Югославии.
Законом, вступившим в силу 19 июля 2003 года, банк переименован в Народный банк Сербии.
В 2025 году Народный банк Сербии награждён Сретенским орденом I степени.